# Anno 1503
Anno 1503 est un jeu de stratégie se déroulant durant la période de colonisation de l'Amérique édité par Electronic Arts. On y incarne un colon décidé à conquérir de nouveaux horizons et y bâtir son propre empire. Il s'agit de la suite d'Anno 1602. Quatre climats différents sont disponibles sur les nombreuses îles.

## Principe du jeu
Le principe de base du jeu est de coloniser une terre inhabitée, en partant de ressources locales telles que le bois, les mines et l'agriculture et d'y faire prospérer une cité, en acquérant divers établissements et entreprises, tout en la protégeant des évènements naturels et des pirates. À travers les océans, le colon part à la recherche de nouvelles terres qu'il faudra ensuite faire fructifier en effectuant des alliances avec d'autres territoires. Effectuer aussi bien du commerce que des guerres avec ses voisins est possible. Toutes les matières premières devront être extraites des éléments mères : par exemple, on élèvera des moutons afin d'avoir de la laine par tonte, avant de la travailler dans un atelier spécialisé qui en fera des vêtements.
Le jeu fournit également un mode campagne où le joueur doit réaliser des missions (production de biens, attaques d'autres cités) dans un temps imparti.
Le mode multijoueur initialement prévu n'a malheureusement jamais été implémenté malgré les efforts des développeurs dans ce sens.

## Commencement d'une partie
Pour commencer une partie, il faut tout d'abord trouver une île à coloniser, alors que l'on ne dispose que d'un bateau et d'un explorateur. Une fois arrivé sur l'île, il faut créer un entrepôt qui servira de centre d'affaires de ce royaume. Collecter des ressources est ensuite essentiel pour pouvoir fabriquer les premiers bâtiments qui attireront les habitants de l'Ancien Monde. Plus les habitants vont affluer et plus il y aura des demandes : on demandera des épices, de l'alcool, des bijoux, voire pour certains des privilèges d'ancien colon. Il faudra donc les satisfaire au mieux afin de les contenter : ceci les fera rester et attirera encore de nombreuses personnes. C'est à ce moment-là que l'interaction avec les voisins devient importante : en effet, eux peuvent posséder des ressources qu'il est impossible de cultiver sur l'île colonisée. Il est donc essentiel de former des routes commerciales, par diplomatie tout d'abord, mais ceci est aussi possible après la victoire lors de batailles terrestres ou maritimes. Il existe d'ailleurs au total 19 matières premières, 15 produits de consommation et 4 matériaux de construction.

## Quelques éléments du jeu
L'éclaireur : ce personnage nous permet d'explorer le nouveau continent découvert afin d'en observer les différentes ressources (minerai, sel…) et se renseigner sur les voisins potentiels.
L'entrepôt : centre vital du royaume, il délimite également un champ d'action pour la colonie. En effet, au-delà de sa zone d'effet, il faut installer des marchés couverts pour s'étendre.

## Contenu du jeu
Ce jeu comporte tout d'abord un mode campagne avec des objectifs à atteindre composé de 12 missions plus ou moins liées entre elles. Ensuite, le jeu dispose d'un mode libre où le seul objectif est de faire prospérer sa colonie le plus possible.

## Trésors, Monstres et Pirates
L'extension Trésors, Monstres et Pirates est sortie en 2004. Elle ajoute notamment quatre nouvelles cultures : Aztèques, Mongols, Aborigènes et Bédouins.

## Accueil

### Version originale
| Anno 1503             |      |       |
| Média                 | Pays | Notes |
| Computer Gaming World | US   | 3/5   |
| GameSpot              | US   | 70 %  |
| Jeux vidéo Magazine   | FR   | 14/20 |
| Jeuxvideo.com         | FR   | 16/20 |
| Joystick              | FR   | 8/10  |
| PC Gamer UK           | GB   | 58 %  |
| PC Gamer US           | US   | 81 %  |

### Extension
| Trésors, Monstres et Pirates |      |       |
| Média                        | Pays | Notes |
| Canard PC                    | FR   | 6/10  |
| Joystick                     | FR   | 6/10  |
| PC Gamer UK                  | GB   | 39 %  |